# Eupetomena cirrochloris
Il colibrì scuro o colibrì modesto (Eupetomena cirrochloris (Vieillot, 1818)) è un uccello della famiglia Trochilidae, endemico del Brasile.

## Descrizione
È un colibrì di media taglia, lungo 12 cm, con un peso di 7–9 g.

## Biologia
Si nutre prevalentemente del nettare di diverse specie di angiosperme (Bromeliaceae spp., Heliconiaceae spp.) e in misura minore di piccoli artropodi.

## Distribuzione e habitat
La specie è diffusa nel Brasile orientale, dal Pernambuco al Mato Grosso e alla parte settentrionale del Rio Grande do Sul.